# Parantonae ornata
Parantonae ornata är en insektsart som beskrevs av Frederick Byron Plummer. Parantonae ornata ingår i släktet Parantonae och familjen hornstritar. Inga underarter finns listade i Catalogue of Life.